# Aïn Fekan (distrito)
Aïn Fekan é um distrito localizado na província de Mascara, Argélia, e cuja capital é a cidade de mesmo nome. A população total do distrito era de 13 609 habitantes, em 2008.[carece de fontes?]

## Comunas
O distrito é composto por duas comunas:
- Aïn Fekan
- Aïn Fras